# غوران ليندغرين
غورَان ليندغرين (بالسويدية: Göran Lindgren)‏ هو منتج أفلام سويدي، ولد في 5 نوفمبر 1927 في ستوكهولم في السويد، وتوفي في 2 يونيو 2012.

## وصلات خارجية
- غورَان ليندغرين على موقع IMDb (الإنجليزية)
- غورَان ليندغرين على موقع قاعدة بيانات الأفلام السويدية (السويدية)
- غورَان ليندغرين على موقع قاعدة بيانات الفيلم (الإنجليزية)